# Supercopa d'Europa de waterpolo femenina
La Supercopa d'Europa de waterpolo femenina, actualment anomenada Supercopa LEN (en anglès: LEN Supercup), és una competició esportiva europea de clubs femenins de waterpolo. De caràcter anual, fou creada la temporada 2006-07 i és organitzada per la Lliga Europea de Natació. Hi participen els equips campions de l'Eurolliga i de la Copa LEN de la temporada anterior. Disputen una final en un partit únic i en una seu neutral.
Els clubs de la conca de la Mediterrània són els dominadors de la competició ja que han guanyat tretze de les setze edicions disputades. Destaca el Club Natació Sabadell amb quatre títols (2013, 2014, 2016, 2023), l'Olympiakos Pireu amb tres (2015, 2021, 2022) i l'AS Orizzonte Catania (2008, 2019) i el NO Vouliagménis (2009, 2010) amb dos respectivament.

## Historial
| En negreta = Equip guanyador (1) = Nombres de títols (prò.) = Pròrroga (p.) = Penals Nota: Noms dels equips segons l'època |

| Edició | Temp.   | Data                                                 | Campió                                               | Resultat                                             | Subcampió                                            | Seu                                                  | refs   |
| ------ | ------- | ---------------------------------------------------- | ---------------------------------------------------- | ---------------------------------------------------- | ---------------------------------------------------- | ---------------------------------------------------- | ------ |
| I      | 2006-07 | 11-11-2006                                           | Budapest Honvéd (1)                                  | 9-8                                                  | AS Orizzonte Catania                                 | Piscina Kőér utcai, Budapest                         | [ 2 ]  |
| II     | 2007-08 | 29-11-2007                                           | Fiorentina Nuoto (1)                                 | 10-8                                                 | AS Racing Roma                                       | Piscina Goffredo Nannini, Florència                  | [ 3 ]  |
| III    | 2008-09 | 23-11-2008                                           | AS Orizzonte Catania (1)                             | 16-8                                                 | AS Racing Roma                                       | Roma                                                 |        |
| IV     | 2009-10 | 03-10-2009                                           | NO Vouliagménis (1)                                  | 11-6                                                 | Shturm 2002 Txékhov                                  | Piscina Laimou, Atenes (Vouliagméni)                 | [ 4 ]  |
| V      | 2010-11 | 26-11-2010                                           | NO Vouliagménis (2)                                  | 13-5                                                 | Ethnikos Pireu                                       | Piscina Petros Kapagerof, El Pireu                   | [ 5 ]  |
| VI     | 2011-12 | 29-10-2011                                           | AS Pro Recco (1)                                     | 9-8                                                  | CN Sabadell                                          | Piscina comunale, Sori (Gènova)                      | [ 6 ]  |
| VII    | 2012-13 | 20-12-2012                                           | Rari Nantes Imperia (1)                              | 10-7                                                 | Rapallo Pallanuoto                                   | Piscina Felice Cascione, Imperia                     | [ 7 ]  |
| VIII   | 2013-14 | 07-12-2013                                           | CN Sabadell (1)                                      | 10-9                                                 | SKIF-CSP Izmailovo                                   | Piscina Olimpiski, Moscou                            | [ 8 ]  |
| IX     | 2014-15 | 21-11-2014                                           | CN Sabadell (2)                                      | 9-8                                                  | Olympiakos Pireu                                     | Piscina Sant Jordi, Barcelona                        | [ 9 ]  |
| X      | 2015-16 | 20-11-2015                                           | Olympiakos Pireu (1)                                 | 10-6                                                 | Plebiscito Padova                                    | Piscina Petros Kapagerof, El Pireu                   | [ 10 ] |
| XI     | 2016-17 | 06-11-2016                                           | CN Sabadell (3)                                      | 10-9                                                 | CN Mataró                                            | Piscina Nova Escollera, Barcelona                    | [ 1 ]  |
| XII    | 2017-18 | 04-11-2017                                           | Kinef Kirixi (1)                                     | 10-6                                                 | UVSE Budapest                                        | Piscina Béla Komjádi, Budapest                       | [ 11 ] |
| XIII   | 2018-19 | 10-11-2018                                           | Dunaújvarós (1)                                      | 15-13                                                | Kinef-Surgutneftegas                                 | Complex esportiu de Neftyanik, Kirixi                | [ 12 ] |
| XIV    | 2019-20 | 26-11-2019                                           | Ekipe Orizzonte (2)                                  | 13-11                                                | CN Sabadell                                          | Piscina Can Llong, Sabadell                          | [ 13 ] |
|        | 2020-21 | No disputada pel risc públic de contagi del COVID-19 | No disputada pel risc públic de contagi del COVID-19 | No disputada pel risc públic de contagi del COVID-19 | No disputada pel risc públic de contagi del COVID-19 | No disputada pel risc públic de contagi del COVID-19 |        |
| XV     | 2021-22 | 18-12-2021                                           | Olympiakos Pireu (2)                                 | 14-11                                                | Kinef Kirixi                                         | Piscina Petros Kapagerof, El Pireu                   | [ 14 ] |
| XVI    | 2022-23 | 17-12-2022                                           | Olympiakos Pireu (3)                                 | 11-4                                                 | Ethnikos Pireu                                       | Piscina Petros Kapagerof, El Pireu                   | [ 15 ] |
| XVII   | 2023-24 | 07-11-2023                                           | Astralpool Sabadell (4)                              | 14-11                                                | UVSE Budapest                                        | Piscina Alfréd Hajós, Budapest                       | [ 16 ] |
| XVIII  | 2024-25 | 18-10-2024                                           | Astralpool Sabadell (5)                              | 19-7                                                 | Plebiscito Padova                                    | Piscina Can Llong, Sabadell                          |        |

1. ↑  L'equip que hauria d'haver disputat la competició era el Shturm 2002 Txékhov, com a campió de la Copa LEN de 2012-13. Si no n'hi ha, ho va fer el SKIF-CSP Izmailovo, subcampió de la mateixa competició.
2. ↑  L'equip que hauria d'haver disputat la competició era el Rari Nantes Imperia, com a campió de la Copa LEN de 2014-15. En el seu defecte, ho va fer el Plebiscito Padova, subcampió de la mateixa competició.

## Palmarès
| Equip                             | Campió | Subcampió | Finals | Anys campió                                 | Anys subcampió   |
| --------------------------------- | ------ | --------- | ------ | ------------------------------------------- | ---------------- |
| Club Natació Sabadell             | 5      | 2         | 7      | 2013-14, 2014-15, 2016-17, 2023-24, 2024-25 | 2011-12, 2019-20 |
| Olympiakos SF Pireu               | 3      | 1         | 4      | 2015-16, 2021-22, 2022-23                   | 2014-15          |
| AS Orizzonte Catania              | 2      | 1         | 3      | 2008-09, 2019-20                            | 2006-07          |
| Naftikós Ómilos Vouliagménis      | 2      | 0         | 2      | 2009-10, 2010-11                            | —                |
| Kinef Kirishi                     | 1      | 2         | 3      | 2017-18                                     | 2018-19, 2021-22 |
| Budapest Honvéd Sport Egyestilet  | 1      | 2         | 3      | 2006-07                                     | 2017-18, 2023-24 |
| Fiorentina Waterpolo              | 1      | 0         | 1      | 2007-08                                     | —                |
| AS Pro Recco                      | 1      | 0         | 1      | 2011-12                                     | —                |
| Rari Nantes Imperia               | 1      | 0         | 1      | 2012-13                                     | —                |
| Dunaujvaros FVE                   | 1      | 0         | 1      | 2018-19                                     | —                |
| Associazione Sportiva Racing Roma | 0      | 2         | 2      | —                                           | 2007-08, 2008-09 |
| Ethnikos OFPF                     | 0      | 2         | 2      | —                                           | 2010-11, 2022-23 |
| Plebiscito Padova                 | 0      | 1         | 2      | —                                           | 2015-16, 2024-25 |
| Shturm 2002 Txékhov               | 0      | 1         | 1      | —                                           | 2009-10          |
| Rapallo Pallanuoto                | 0      | 1         | 1      | —                                           | 2012-13          |
| SKIF-CSP Izmailovo                | 0      | 1         | 1      | —                                           | 2013-14          |
| Centre Natació Mataró             | 0      | 1         | 1      | —                                           | 2016-17          |